# Zard Ālūābād
Zard Ālūābād (persiska: زردآلو آباد, Zardālūābād) är en ort i Iran.   Den ligger i provinsen Ilam, i den västra delen av landet, 500 km sydväst om huvudstaden Teheran. Zard Ālūābād ligger 1 482 meter över havet och antalet invånare är 256.
Terrängen runt Zard Ālūābād är kuperad åt sydväst, men åt nordost är den bergig. Runt Zard Ālūābād är det ganska glesbefolkat, med 22 invånare per kvadratkilometer. Närmaste större samhälle är Īlām, 17,4 km nordväst om Zard Ālūābād. Omgivningarna runt Zard Ālūābād är i huvudsak ett öppet busklandskap.